# Lookout! Records
Lookout! Records var ett amerikanskt skivbolag bildat av Larry Livermore och David Hayes år 1987. Skivbolaget är starkt förknippat med Green Day som skivdebuterade på etiketten.
Skivbolaget gav ut sina sista skivor 2005 och delgav officiellt att man ej längre var verksamt på sin hemsida i januari 2012.

## Artister
- Hockey Night
- The Mr. T Experience
- The Oranges Band
- The Smugglers

## Tidigare artister
- Alkaline Trio
- American Steel
- Ann Beretta
- Auntie Christ
- Avail
- The Avengers
- The Basicks
- Ben Weasel
- Big Rig
- Bis
- Black Cat Music
- Black Fork
- Blatz
- The Bomb Bassets
- Boris the Sprinkler
- Born Against
- Bratmobile
- Brent's TV
- Citizen Fish
- Cleveland Bound Death Sentence
- Common Rider
- Communiqué
- Corrupted Morals
- The Cost
- Couch Of Eureka
- The Criminals
- Crimpshrine
- Cringer
- The Crumbs
- Cub
- The Cuts
- The Donnas
- The Dollyrots
- Downfall
- Dr. Frank
- The Enemies
- Enemy You
- Engine Down
- Even In Blackouts
- Evening
- Eyeball
- The Eyeliners
- Fifteen
- Filth
- The Frumpies
- Fuel
- Fun Bug
- Furious George
- The Gaza Strippers
- Gene Defcon
- The Go-Nuts
- Go Sailor
- Green Day
- The Groovie Ghoulies
- The Hi-Fives
- The Invalids
- Isocracy
- The Jackie Papers
- Jimmies
- Judy and the Loadies
- Juke
- Kamala and the Karnivores
- The Lashes
- The Lillingtons
- The Lookouts
- Mary Timony
- Monsula
- The Mopes
- Moral Crux
- The Ne'er Do Wells
- Neurosis
- Nuisance
- One Time Angels
- Operation Ivy
- Pansy Division
- Parasites
- The Pattern
- The PeeChees
- The Phantom Surfers
- Pinhead Gunpowder
- Pitch Black
- Plaid Retina
- The Potatomen
- Pot Valiant
- Pretty Girls Make Graves
- The Queers
- Rancid
- Raooul
- The Reputation
- Rice
- The Riverdales
- Samiam
- Scherzo
- Screeching Weasel
- Servotron
- Sewer Trout
- The Shotdowns
- The Skinflutes
- Skinned Teen
- Sludgeworth
- Small Brown Bike
- Spitboy
- The Splash Four
- Squirtgun
- Surrogate Brains
- Sweet Baby
- Ted Leo and the Pharmacists
- Tilt
- Toilet Böys
- Tourettes
- Towards An End
- Troubled Hubble
- Uranium 9-Volt
- Vagrants
- Wanna-Bes
- Washdown
- Wat Tyler
- Winona Riders
- Worst Case Scenario
- The Wynona Riders
- The Yeastie Girlz
- Yesterday's Kids
- The (Young) Pioneers
- The Zero Boys